# Rima Hadley

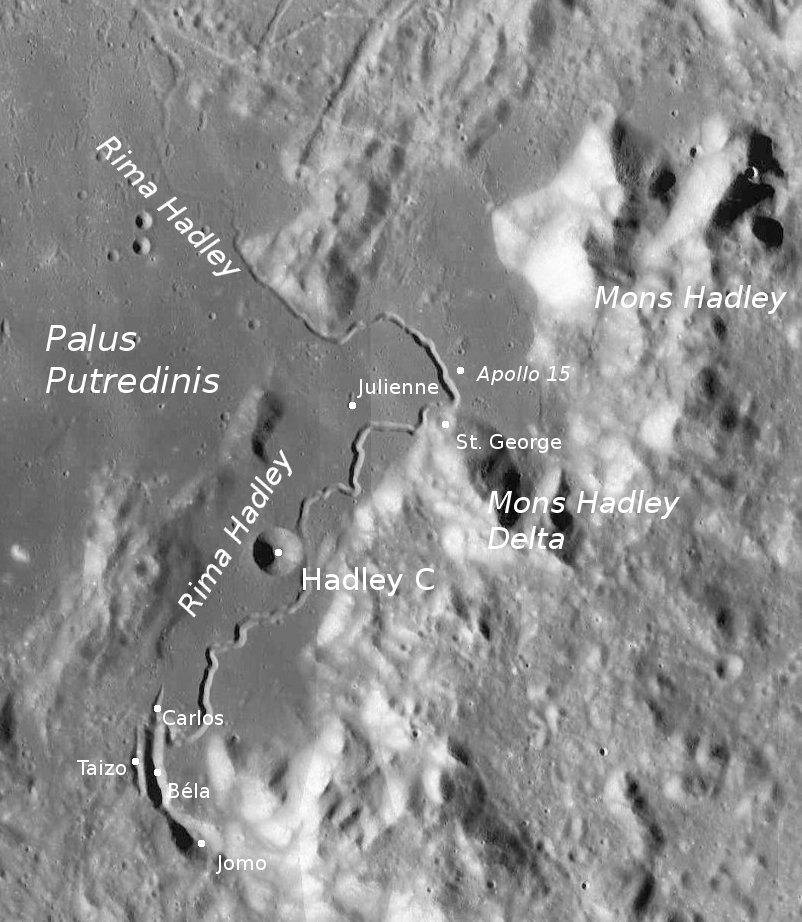
Poloha brázdy Rima Hadley.

Rima Hadley je klikatá měsíční brázda nacházející se na úpatí pohoří Montes Apenninus (Apeniny) na přivrácené straně Měsíce. Je pojmenována podle nedaleké hory Mons Hadley. Její délka je přibližně 80 km. Střední selenografické souřadnice jsou 25,7° S a 3,2° V. Nedaleko brázdy přistála americká expedice Apollo 15.
Severozápadně od brázdy Rima Hadley se nachází měsíční plocha zvaná Palus Putredinis (Bažina hniloby). Jihozápadně se táhne brázda Rima Bradley protínající nultý poledník, severně pak soustava brázd Rimae Fresnel.